# Afrotyphlops bibronii
Afrotyphlops bibronii là một loài rắn trong họ Typhlopidae. Loài này được Smith mô tả khoa học đầu tiên năm 1846.